# 自由民主連合
自由民主連合（じゆうみんしゅれんごう）は、大韓民国にかつて存在した保守政党である。略称は自民連。1995年3月30日、同年2月に民主自由党を離党した金鍾泌を中心にして結成された。政治的立場は保守主義。中部の大田市・忠清北道・忠清南道を主な支持基盤とした。

## 沿革
- 1995年
  - 1月19日  金鍾泌代表、民主自由党（自由韓国党の前身）の代表職を辞任。
  - 2月9日　金鍾泌元代表、民自党を離党。新党を結成する意思を表明。
  - 2月21日　「自由民主連合」創党準備委員会発足。事実上の新党旗揚げ。
  - 3月30日　創党大会。金鍾泌を総裁に選出。
  - 5月31日　新民党（旧統一国民党と新政治改革党が合同した政党）と合同
  - 6月27日　第1回全国同時地方選挙。大田広域市、忠清北道、忠清南道、江原道の首長選挙で勝利。
- 1996年
  - 4月11日　第15代総選挙において支持基盤の忠清道を中心に50議席を確保、第2野党に躍進。
- 1997年
  - 6月24日  党大会にて金鍾泌総裁を自民連の大統領候補に選出
  - 11月3日  1999年までに大統領制から議院内閣制への改憲を行うことを条件に新政治国民会議（国民会議）の大統領候補である金大中との候補一本化に正式合意（DJP連合）。
  - 11月4日　7月25日の補欠選挙で当選した浦項製鉄所創業者で政界の重鎮でもある朴泰俊が自民連に入党。
  - 11月21日 朴泰俊、自民連の新総裁に選出。金鍾泌は名誉総裁となる。
  - 12月18日　第15代大統領選挙。自民連が支援する国民会議の金大中候補が当選。
- 1998年
  - 2月25日 金大中政権発足、自民連は同政権で連立与党の一翼を担う。金鍾泌は国務総理（98年8月〜2000年1月）に就任。
  - 6月4日　第2回全国同時地方選挙。地盤である忠清道などで広域自治団体長3名が当選。
- 2000年
  - 2月24日 責任内閣制への憲法改正の約束を反故にされたことなどに反発して政権を離脱し、野党に転じた。
  - 4月13日　第16代総選挙において敗北（17議席）。国会における院内交渉団体構成に必要な20議席確保に失敗。
  - 12月30日　新千年民主党（民主党）との政策協力に合意。民主党から議員3名が入党し、院内交渉団体の資格を回復。
- 2001年
  - 1月10日　院内交渉団体登録。
  - 9月3日　ハンナラ党が提出した林東源統一部長官解任決議案に賛成。DJP連合破棄。
  - 9月4日　議員4名が民主党に入党、これにより交渉団体資格を再び喪失。
- 2002年
  - 6月13日　第3回全国同時地方選挙。広域団体長は忠清南道の沈大平候補1名のみが当選。広域議会選挙でも議席を前回よりも大幅に減らした上、比例代表区得票率では新興左派政党の民主労働党を下回るなど敗北。
- 2004年
  - 4月15日　第17代総選挙で4議席しか確保できず惨敗。比例名簿1位の金鍾泌も落選し、政界引退を表明。
- 2006年
  - 2月20日　ハンナラ党へ吸収合併される形で消滅。一部議員は沈大平元忠清南道知事が1月に結成した国民中心党に参加した。

## その他
2004年3月9日に発議された盧武鉉大統領に対する弾劾訴追案に当初は慎重な姿勢を示していたが、3月11日に行われた大統領の謝罪会見が言い訳染みてると激怒、訴追案に賛成の立場を示す。これにより、当初成立が危ぶまれていた訴追案が、3月12日の投票の結果、賛成193、反対2という大差で可決することになった。これにより盧大統領擁護に傾いていた国民の支持を失い、一ヵ月後の総選挙で惨敗を喫する直接の原因となった。

## 党勢推移

### 総選挙
| 年月日        | 代           | 議席数 | 議席数 | 議席数 | 得票率 |
| 年月日        | 代           | 合計   | 地域区 | 全国区 | 得票率 |
| ------------- | ------------ | ------ | ------ | ------ | ------ |
| 1996年4月11日 | 第15代総選挙 | 50     | 41     | 9      | 16.7%  |
| 2000年4月13日 | 第16代総選挙 | 17     | 12     | 5      | 9.8%   |
| 2004年4月15日 | 第17代総選挙 | 4      | 4      | 0      | 2.8%   |